# Spiranthes hachijoensis
Spiranthes hachijoensis este o specie de orhidee care aparține genului Spiranthes, din familia Orchidaceae. Specia a fost identtificată în 2012, dar descrisă formal abia în 2023 și a fost numită după insula japoneză Hachijō-jima, unde a fost găsită.

## Morfologie
Specia este asemănătoare morfologic cu S. hongkongensis, dar se poate distinge de aceasta prin tulpinile sale glabre.

## Descriere
Planta are 8 până la 25 cm înălțime și are 2 până la 6 frunze care formează o rozetă măcinată. Inflorescență este erectă, superioară, de 8–25 cm. Floarea este orizontală sau surplombată, deschizându-se ușor. Caliciul este complet alb sau trandafir-violet, cu o parte bazală albă. Petalele sunt complet albe sau roz-violet cu o parte bazală albă, liniare până la lanceolate. Fructul este elipsoid-ovoid, de 4,3 până la 7,7 mm lungime, 2 până la 3 mm lățime, glabru. Sămânța are aproximativ 0,6 mm lungime.

## Răspândire
Specia este întâlnită în Japonia, în regiunile Kyushu (Kagoshima și Miyazaki), Shikoku (Kōchi), Chubu (Aichi și Gifu) și Kantō (Tokyo, Chiba și Ibaraki). S. hachijoensis are un areal de răspândire în general mai nordic decât specia înrudită S. sinensis.